# Benzathine benzylpénicilline
La benzathine benzylpénicillihe est une forme de pénicilline également appelée benzathine pénicilline G. Cet antibiotique bêta-lactamine est utilisé pour traiter de nombreuses infections bactériennes, notamment comme prophylaxie contre les rechutes de rhumatisme articulaire aigu ou d'érysipèle, dans le traitement à long terme de la syphilis et dans la prise en charge du pian.
La benzathine forme avec la benzylpénicilline (pénicilline G) un sel très peu soluble dans l'eau qui peut être utilisé en injection intramusculaire afin d'être lentement hydrolysé dans le muscle en libérant la pénicilline G.
Il s'agit aujourd'hui d'un médicament générique initialement breveté, en 1957, par la société pharmaceutique américaine Wyeth.
Elle fait partie de la liste des médicaments essentiels de l'Organisation mondiale de la santé (liste mise à jour en avril 2013).